# War Memorial we Florianie
War Memorial (malt. Monument tal-Gwerra) – pomnik wojenny w kształcie obelisku we Florianie na Malcie, który upamiętnia poległych podczas I i II wojny światowej. Odsłonięty został 11 listopada 1938 roku przez gubernatora Charlesa Bonhama-Cartera ku pamięci poległych podczas I wojny światowej, lecz w roku 1949 został ponownie poświęcony pamięci poległych podczas obu wojen światowych. Pomnik został zaprojektowany przez Louisa Naudiego, tworzącego pod wpływem Antonio Sciortino.
Monument tworzy obelisk w kształcie krzyża łacińskiego, zbudowany z miejscowego wapienia. Na pomniku umieszczone są cztery tablice, na których pokazane są: herb Malty z okresu kolonialnego, reprodukcja dokumentu podpisanego w roku 1918 przez króla Jerzego V, potwierdzającego rolę Malty w I wojnie światowej, reprodukcja listu, w którym król Jerzy VI odznaczył w roku 1942 Maltę George Cross, oraz dokument z roku 1943, w którym prezydent Franklin D. Roosevelt oddaje honory Malcie za jej rolę w II wojnie światowej.
War Memorial ustawiony jest na miejscu, na którym w czasach Zakonu św. Jana wykonywano publiczne egzekucje. Znajduje się blisko Malta Memorial, poświęconemu członkom personelu lotniczego Commonwealthu, którzy zginęli podczas II wojny światowej, oraz pomników upamiętniających Royal Malta Artillery oraz The King's Own Malta Regiment. Oryginalnie znajdował się w połowie drogi między City Gate a Ġlormu Cassar Avenue, lecz w roku 1954 został przesunięty przy prostowaniu St. Anne Street. Na początku drugiej dekady XXI wieku pomnik został odnowiony, a teren wokół uporządkowany. Zainstalowany tam został wtedy tzw. wieczny płomień.
Podczas corocznej ceremonii pamięci prezydent i premier Malty, oraz inni dostojnicy, składają wieńce pod pomnikiem. Obelisk ma status zabytku narodowego 1. klasy.

## Galeria

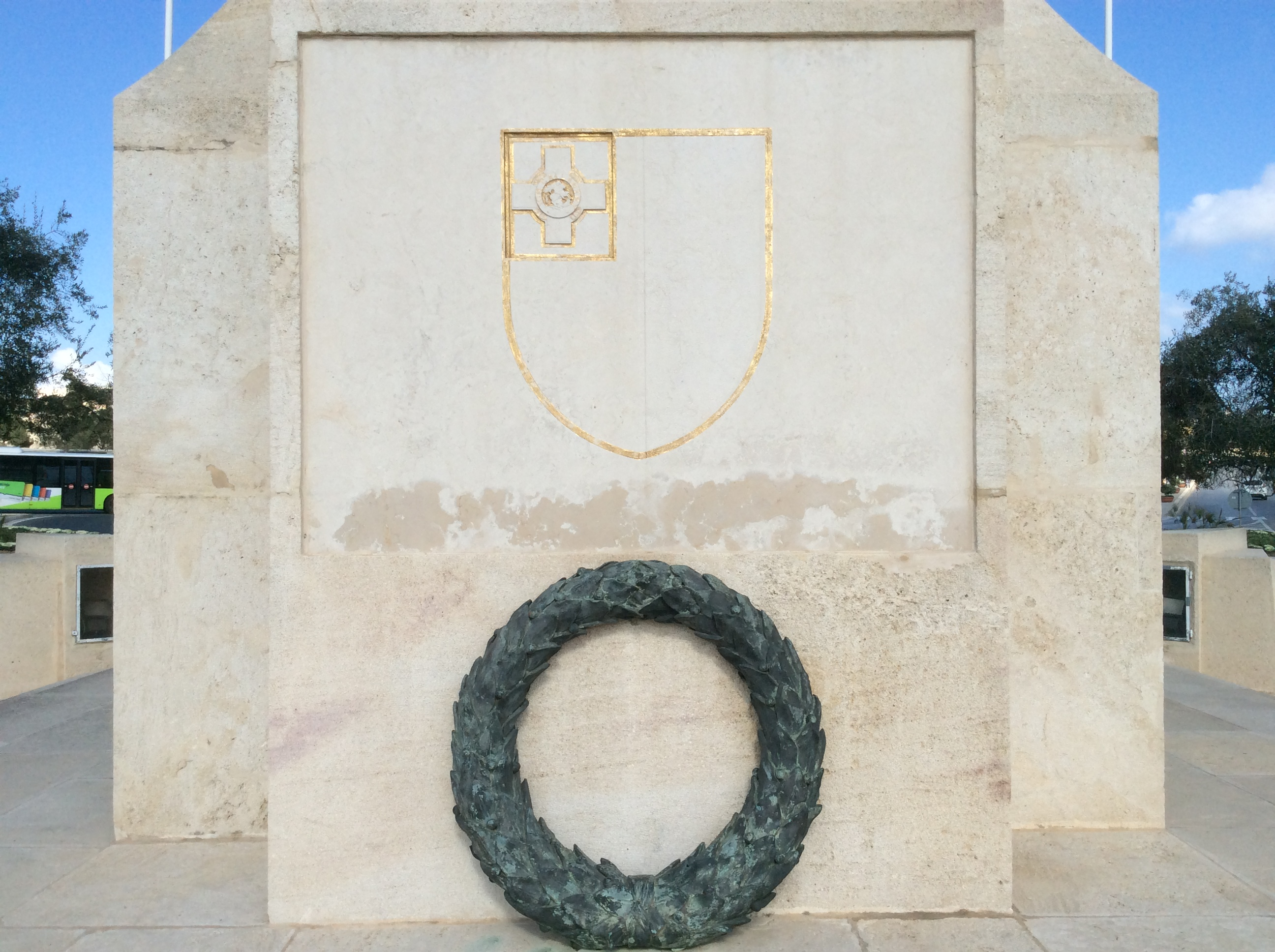
Front pomnika
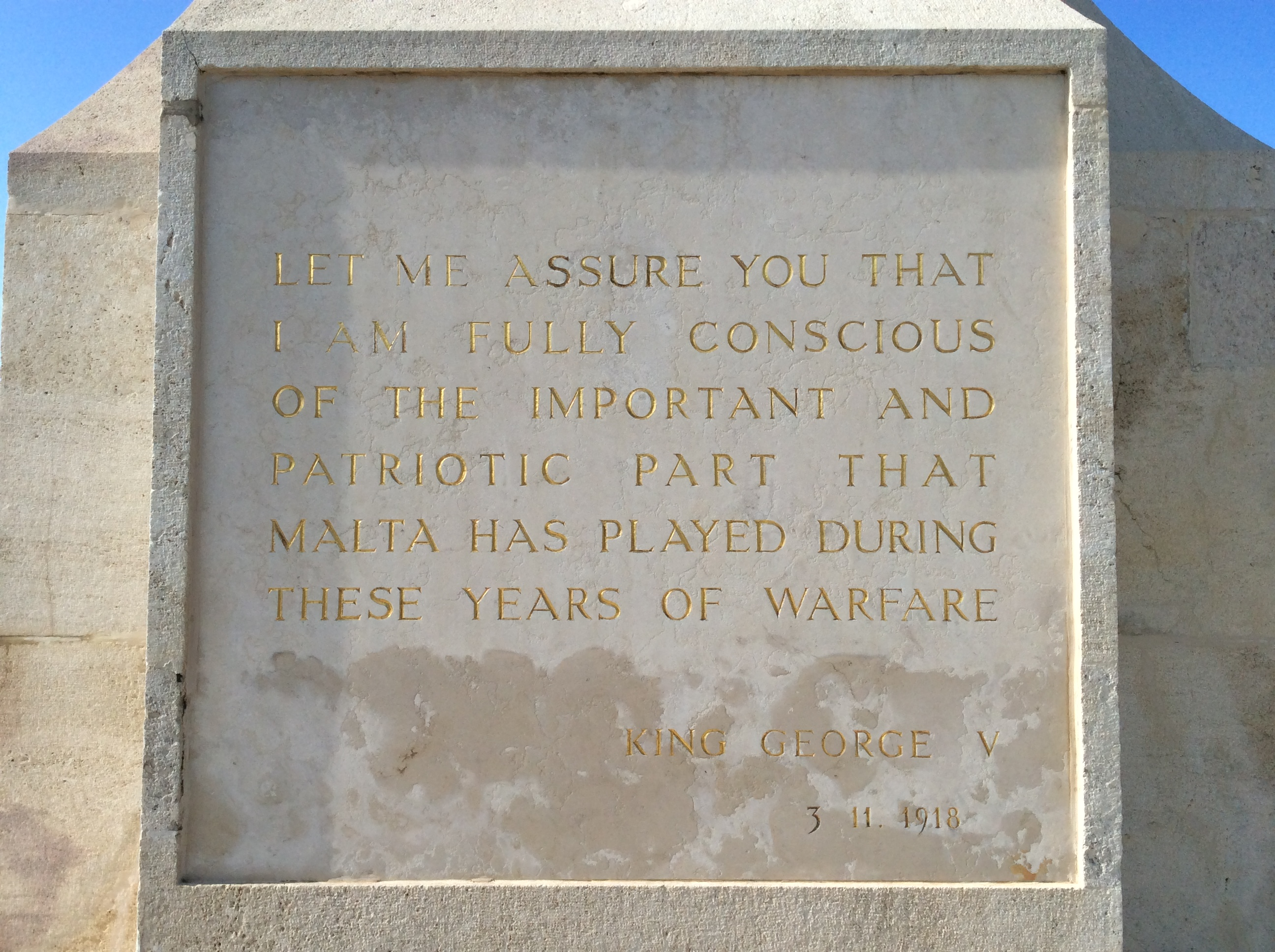
Strona prawa
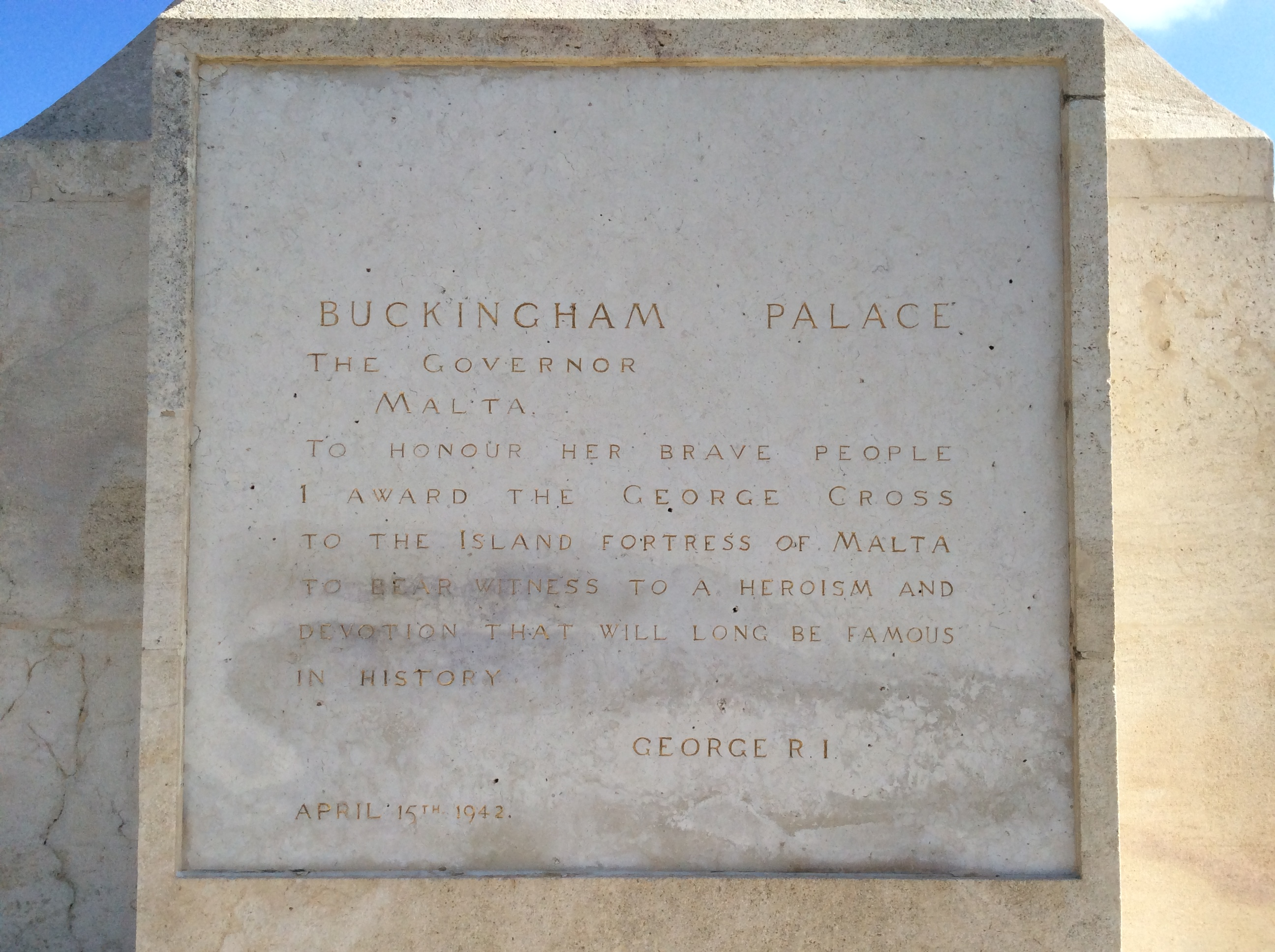
Strona lewa
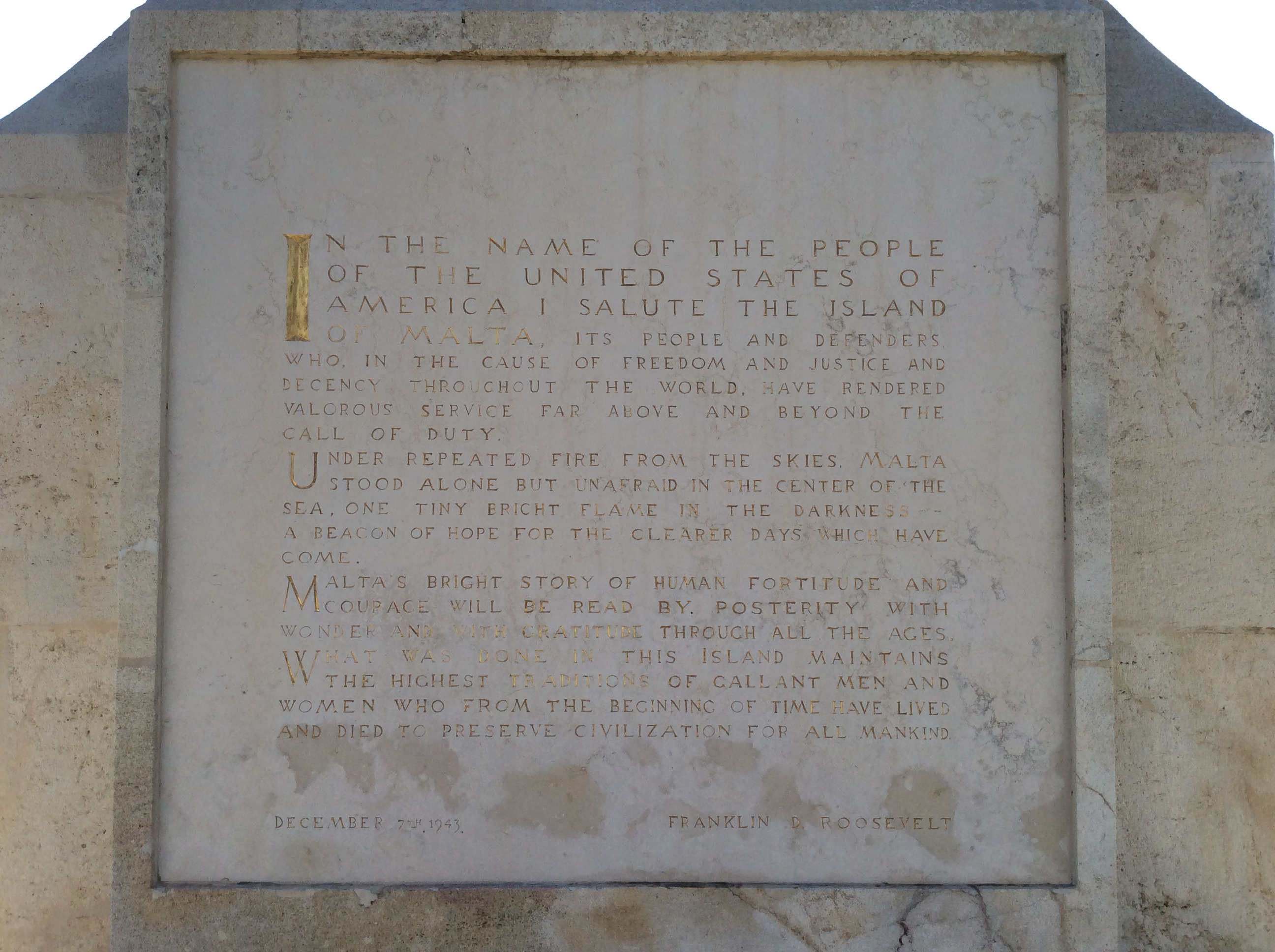
Tył pomnika

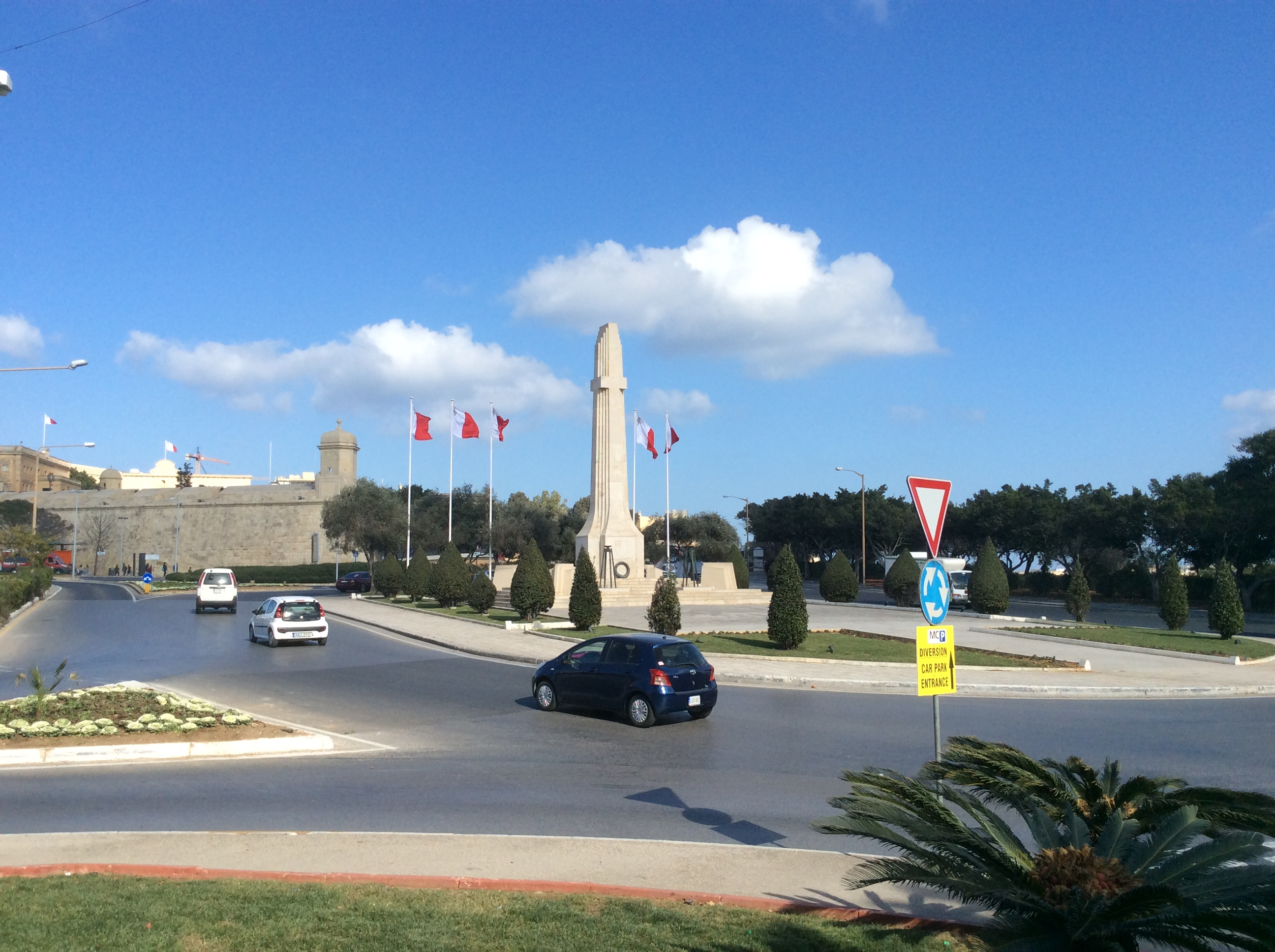
Pomnik zajmuje poczesne miejsce na rondzie
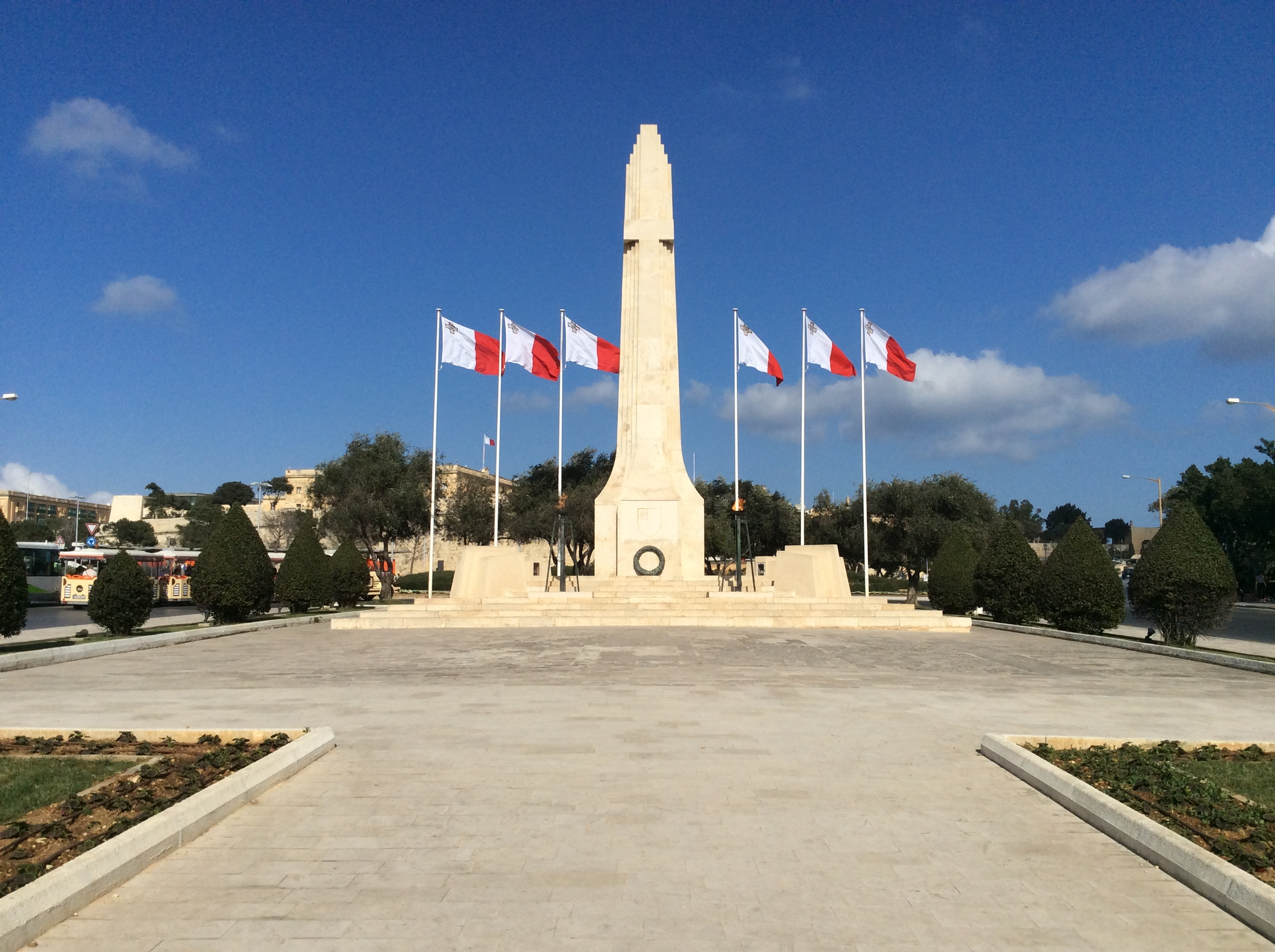
Otoczenie pomnika
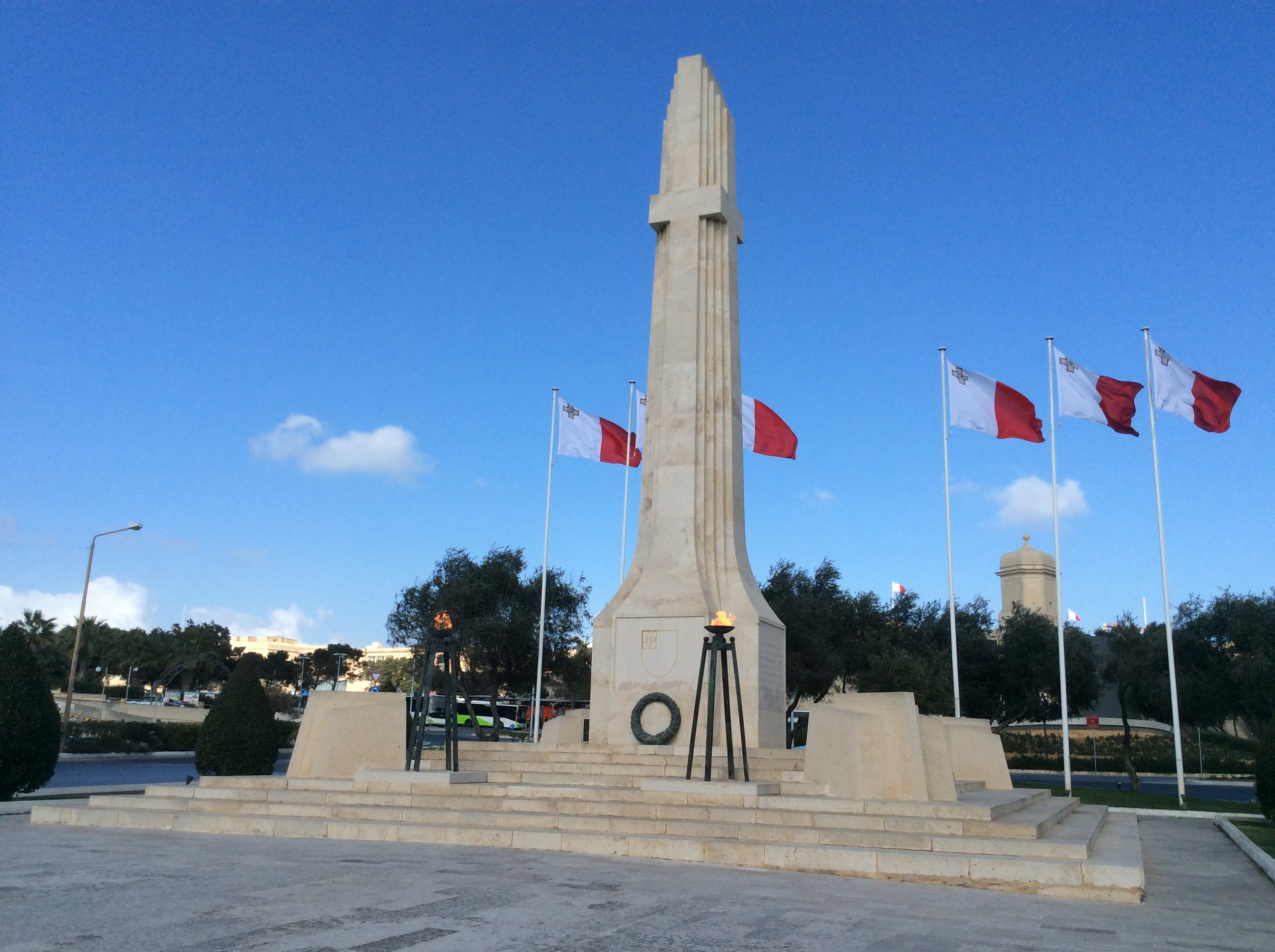
Pomnik z „wiecznym płomieniem”